# Driouch
Driouch (eigentlich Dar Driouch; arabisch الدريوش, Zentralatlas-Tamazight ⴷⴷⵔⵉⵡⵛ Eddriwec) ist eine Stadt mit etwa 15.000 Einwohnern südwestlich von Nador in der Provinz gleichen Namens in der Region Oriental im Nordosten Marokkos.

## Lage und Klima
Driouch liegt in den östlichen Ausläufern des Rif-Gebirges etwa 100 km (Fahrtstrecke) südöstlich von Al Hoceima bzw. etwa 60 km südwestlich von Nador. Durch den Ort fließt nach länger anhaltenden oder heftigen Regenfällen der westlich von Melilla ins Mittelmeer mündende Oued Kert. Das Klima ist überwiegend trocken und warm; Regen (ca. 300–400 mm/Jahr) fällt nahezu ausschließlich im Winterhalbjahr.

## Bevölkerung
| Jahr      | 1994  | 2004   | 2014   | 2024   |
| Einwohner | k. A. | 10.381 | 14.741 | 15.661 |

Der rapide Bevölkerungsanstieg ist im Wesentlichen auf die Zuwanderung von Berberfamilien aus den umliegenden Bergregionen des Rifgebirges zurückzuführen.

## Wirtschaft
Viele Männer arbeiten in Europa und kehren alljährlich im Sommer in ihre Heimatstadt zurück. Weitere Arbeitsplätze existieren in Kleinhandel, Handwerk und Verwaltung sowie im Schul- und Gesundheitswesen.

## Geschichte
Im Rifkrieg (1921–1926) stellte sich Driouch auf die Seite der Rifkabylen unter Abd al-Karim und somit gegen die spanische Besatzungsmacht. Im Jahr 1975 nahm die Stadt nach der Annexion der Westsahara-Gebiete durch Marokko hunderte aus Algerien geflüchteter Marokkaner auf. Seit 2009 ist Driouch Hauptstadt der neugeschaffenen Provinz gleichen Namens.

## Sehenswürdigkeiten
Driouch hat keine historisch bedeutsamen Sehenswürdigkeiten; allein die spanische Kirche verweist auf die Situation in der ersten Hälfte des 20. Jahrhunderts.